# Albert de Klerk

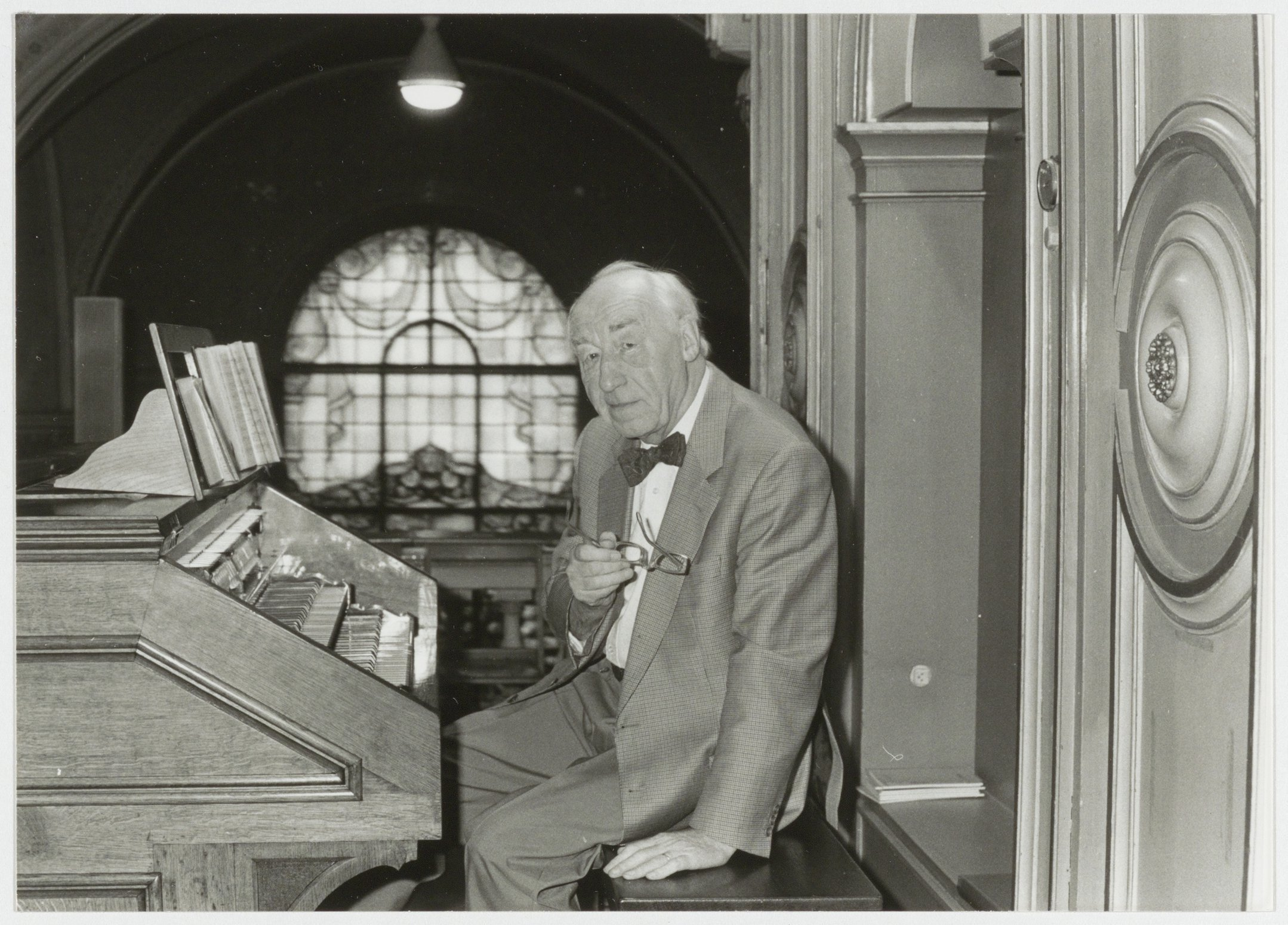
De Klerk in 1994

Albert de Klerk (spreek uit op Franse wijze als Albèrt) (Haarlem, 4 oktober 1917 - Amsterdam, 2 december 1998) was een Nederlandse componist, dirigent en organist van Belgische komaf.

## Levensloop
Jozef Albert De Klerk was zoon van de uit Vlaanderen afkomstige Haarlemse musicus Jos de Klerk (1885 - 1969) die in 1914, op de vlucht voor de Eerste Wereldoorlog, vanuit Antwerpen naar Nederland gekomen was. Moeder was Ludovica Maria Melania (Louise) van der Velde. Hijzelf was gehuwd met Elisabeth (Lies) Swarte en had twee kinderen.
De Klerk studeerde aan het Amsterdamsch Conservatorium, waar hij les kreeg van Anthon van der Horst, Cornelis de Wolf en Hendrik Andriessen. In 1939 studeerde De Klerk cum laude af op orgel en werd hij onderscheiden voor improvisatie.
Vanaf zijn zestiende jaar tot aan zijn dood was De Klerk organist op het zogenaamde Josephorgel, het Adema-orgel van de Sint-Josephkerk in Haarlem. Van 1956 tot en met 1982 was hij samen met Piet Kee stadsorganist van Haarlem en bespeelde het Müllerorgel van de Grote of Sint-Bavokerk. Dit was een unicum, omdat Albert de Klerk van katholieken huize was. Ook het bespelen van het Cavaillé-Coll-orgel in het Haarlemse Concertgebouw behoorde tot de taken van de stadsorganist.
Ook als koordirigent en orgeldocent was De Klerk actief. Hij dirigeerde van 1946 tot 1991 het door hemzelf opgerichte Koor Katholiek Haarlem (het tegenwoordige Concertkoor Haarlem). Ook gaf hij van 1946 tot 1964 orgelles in Utrecht. Van 1965 tot 1985 was hij hoofdleraar orgel aan het Amsterdamsch Conservatorium, later het Sweelinck Conservatorium.
Hij componeerde muziek voor orgelsolo, drie concerten voor orgel en orkest, diverse orkestwerken, vocale muziek, kerkmuziek en beiaardmuziek.
In 1964 en 1976 zetelde De Klerk in de jury van het internationale orgelconcours in het kader van het Festival Musica Antique in Brugge.
Tot de vele organisten die Albert de Klerk heeft opgeleid, behoren Bob van Asperen, Bernard Bartelink, Gemma Coebergh, Leo van Doeselaar, René Eckhardt, Peter de Lau, Wim Madderom, Gonny van der Maten, Hans van Nieuwkoop, Gert Oost, Ben van Oosten, Willem Poot, Theo Saris, Lourens Stuifbergen, Olof Vugs, Ton Vijverberg, Bernard Winsemius en Dorthy de Rooij.

## Prijzen
- Prix d'Excellence - 1941
- Toonkunstprijs - 1941
- Edison Music Awards|Edison voor Die Kleinorgel - 1962
- Zilveren medaille Société Académique Arts-Sciences-Lettres 1984
- Prijs Nederlandse Koormuziek - 1991
- Arbeitsgemeinschaft Europäischer Chorverbände|AGEC-prijs - 1998